# 卡爾·厄本
卡爾-海茲·厄本（英語：Karl-Heinz Urban，1972年6月7日—）是一名紐西蘭男演員。最著名的代表作是彼得·傑克森執導作品《魔戒電影三部曲》第二部以及第三部的伊歐墨、《神鬼認證：神鬼疑雲》中的Kirill、改編自遊戲《毀滅戰士》的電影，以及《超世紀戰警》中的審判官。

## 早年生活
出生於紐西蘭威靈頓，曾就讀聖馬克教會學校，並且在就學時期展現了自己對於公眾表演的喜愛。厄本的第一個演出是在八歲的時候，當時是參加一個電視節目，但是到高中畢業之前他都沒有在演出。大學時就讀威靈頓大學，並且在高中畢業後於紐西蘭熱門電視影集《Shortland Street》飾演一名同性戀傘兵醫務員，之後在93-94年的演出之後，厄本就讀一年的維多利亞大學，自此開始演藝生涯。在接下來的幾年間，他開始陸續於威靈頓的戲院接演，並且搬至奧克蘭受邀演出當地的表演，其中作品包括戲劇《Shark In the Park》。

## 演員生涯
厄本早期的作品包括紐西蘭肥皂劇《Shortland Street》，也是厄本中斷維多利亞大學學業的原因，之後受邀演出《Shark In the Park》，從此開始接演多項國內外電視電影的演出，並且飾演多種類型的角色。在1998年2月至3月，他在奧克蘭Maidment戲院演出戲劇《The Herbal Bed》，飾演傑特·連。同年8月則演出馬克·安東尼製作的《Shakespeare's Julius Caesar》。隔年，則出現在奧克蘭戲院公司的戲劇《Foreskin's Lament》。
厄本以後便開始在美國許多電視影集上出現，包括1996年至2001年間的《Xena: Warrior Princess》、《Hercules: The Legendary Journeys》，飾演凱薩以及邱比特的角色，這些影片都是在紐西蘭拍攝。之後厄本以《The Price of Milk》獲得2000年紐西蘭電影與電視獎。不過厄本真正吸引好萊塢注意是在2002年的恐怖片《嚇破膽》，從那時開始，分別接演了《魔戒電影三部曲》中伊歐墨的角色、《神鬼認證：神鬼疑雲》中的Kirill，以及與馮·迪索、茱蒂·丹契合作的《超世紀戰警》。
《好萊塢報導》曾指出《007首部曲：皇家夜總會》的紐西蘭導演馬丁·坎貝爾考慮過讓厄本擔任新的007情報員角色，filmforce.com縱合許多認為厄本是最好的龐德人選觀點，說道：「他的帥氣為較暗的，對於龐德的外表來說有惡搞性。他的年紀很適合，也很好辨認，他並不是非常有名但是證明自己有轉型的能力。不過厄本有龐德的嚴肅以及天資嗎？」，後來則是選定丹尼爾·奎格作為新的龐德人選。之後厄本演出環球影業的作品《毀滅戰士電影版》，以及《征服者》中的維京人。
厄本也在J·J·艾布拉姆斯导演的新一代《星际旅行》系列电影的《星際爭霸戰》中，飾演李奧納德·麥考伊醫師。

## 電影作品
- 《Homeward Bound》 (1992) 電視影集 .... 提姆·強使東
- 《Chunuk Bair》 (1992) .... 威靈頓士兵
- 《Shortland Street》 (1992) 電視影集 .... 傑米·佛瑞斯特傘兵醫務員
- 《White Fang》 (1993) 電視影集 ...大衛
- 《Riding High》 (1995) 電視影集 .... 詹姆斯·西伍德
- 《Amazon High》 (1997) (TV) .... 柯爾
- 《歡迎光臨天堂酒吧》 (1998) .... 史微普
- 《Via Satellite》 (1998) .... 保羅
- 《Hercules: The Legendary Journeys》 (1996-1998) .... 凱薩、邱比特
- 《The Privateers》 (2000) (TV) .... 亞蘭·德瑞維克上尉
- 《The Irrefutable Truth About Demons》 (2000) .... 漢瑞·巴拉德
- 《The Price of Milk》 (2000) .... 羅伯
- 《Xena: Warrior Princess》 (1996-2001) .... 凱薩、邱比特、梅爾、柯爾
- 《嚇破膽》 (2002) .... 門德
- 《魔戒二部曲：雙城奇謀》 (2002) .... 伊歐墨
- 《魔戒三部曲：王者再臨》 (2003) .... 伊歐墨
- 《超世紀戰警》 (2004) .... 瓦可
- 《神鬼認證：神鬼疑雲》 (2004) .... Kirill
- 《毀滅戰士》 (2005).... 約翰·葛林姆
- 《Out Of The Blue》 (2006).... 尼克·哈維
- 《征服者》 (2007).... 鉤斯特
- 《星際爭霸戰》 (2009).... 李奧納德·麥考伊
- 《超危險特工》（2010）.... 威廉·庫柏
- 《獵魔教士》（2011）.... Black Hat
- 《新特警判官》（2012）.... Judge Dredd
- 《闇黑無界：星際爭霸戰》 (2013).... 李奧納德·麥考伊
- 《星际传奇3》 (2013).... Vaako
- 《與恐龍冒險3D》 (2013).... 扎克
- 《机器之心》 (2013-)....  Detective John Kennex
- 《閣樓殺機》 (2014).... 文森·史蒂文斯
- 《星際爭霸戰：浩瀚無垠》 (2016).... 李奧納德·麥考伊
- 《尋龍傳說》 (2016).... 蓋文
- 《雷神索爾3：諸神黃昏》 (2017).... 「處決者」史克吉

## 電視影集作品
| 年份   | 作品中文譯名        | 作品英文名稱 | 角色              |
| ------ | ------------------- | ------------ | ----------------- |
| 2013年 | 機器之心            | Almost Human | 約翰·肯尼士／警察 |
| 2019年 | 黑袍糾察隊 (電視劇) | The Boys     | 比利·布徹／屠夫   |

## 外部連結
官方
- 卡爾厄本網站（页面存档备份，存于）
- 卡爾厄本Online網
- Urbanites - 原創卡爾厄本留言板

影劇資料庫
- Karl Urban在互联网电影资料库（IMDb）上的資料（英文）